# حاشد (الطفة)

تعديل مصدري - تعديل

حاشد هي إحدى قرى عزلة القويم بمديرية الطفة التابعة لمحافظة البيضاء، بلغ تعداد سكانها 78 نسمة حسب تعداد اليمن لعام 2004.